# 巴中站
巴中站是位于中华人民共和国四川省巴中市巴州区的一个铁路车站，邮政编码636000。车站建于2011年，是广巴铁路的终点站以及巴达铁路的起点站，现办理客货运业务，车站及其上行区间已电气化。车站距离广元南站157公里，隶属成都铁路局，是四等站。